# Geruge
Geruge è un comune francese di 183 abitanti situato nel dipartimento del Giura nella regione della Borgogna-Franca Contea.

## Storia

### Simboli
Lo stemma è stato adottato dal comune il 16 dicembre 2014.

## Società

### Evoluzione demografica
Abitanti censiti